# Luigi Villoresi (botanico)
Luigi Villoresi (Desio, 16 novembre 1779 – Monza, 1823) è stato un agronomo, botanico e architetto del paesaggio italiano, progettista di giardini e ibridatore di rose.

## Biografia
I Villoresi sono originari del Regno di Valencia. Il cognome ("de Villores" in spagnolo) deriva proprio dall'omonimo borgo dove si trova ancora la dimora un tempo abitata dalla famiglia (ora sede del Municipio del paese). Dediti alla produzione e al commercio della lana, conoscitori delle arti, della botanica e della farmacia (apprese durante l'occupazione dei Mori in Spagna), nel corso del XV sec. si trasferirono nel Mugello, in Toscana. Da qui i primi contatti con la famiglia de Medici e l'esercizio della professione di botanici, giardinieri e farmacisti a Prato, Firenze e Livorno. Il primo nome noto è Giandomenico, giardiniere della casa granducale, all'epoca di Leopoldo I attorno alla metà del XVIII secolo.
Il figlio Antonio si trasferì, per incarico del granduca, in Lombardia per esercitare l'attività di giardiniere a servizio del Viceré Austriaco Ferdinando d'Asburgo-Este. In tale funzione realizzò diversi parchi e ville nel milanese (Villa Cusani Tittoni Traversi), acquisendo un'esperienza che fu trasferita al figlio Luigi.
Luigi Villoresi si diploma come agrimensore presso l'Università di Pavia e diventa responsabile, dal 1802 al 1823, dei giardini e del parco della Villa Reale di Monza. Fu lui che fece piantare il lungo filare di platani che ornano il viale che dà accesso alla villa, e fu in occasione di questi lavori che conobbe Luigi Canonica.
Villoresi fu inoltre incaricato di occuparsi anche di tutti i festeggiamenti che avevano luogo nei giardini della villa. Nel 1805, durante l'incoronazione di Napoleone Re d'Italia, avvenuta il 26 maggio, fu incaricato di organizzarne la scenografia. Inviò a Milano cento carri di fiori e trasportò a Milano, sotto la sua responsabilità, la famosa Corona ferrea, da sempre custodita nel Duomo di Monza.
Canonica e Villoresi collaborarono non solo per la Reggia di Monza ma anche per la realizzazione dei giardini della Villa Melzi d'Eril di Bellagio, su incarico del duca Francesco Melzi d'Eril. Villoresi lavorò anche in altri giardini importanti come quello della Villa Reale (Milano), già disegnato da Leopold Pollack, senza disdegnare anche commesse meno prestigiose come il Castello di Agazzano, i giardini di Villa Alari a Cernusco sul Naviglio (MI) e i giardini dell'ex Palazzo dei Perego di Cremnago, Villa Rescalli a Busto Garolfo.
Luigi Villoresi è ricordato anche per aver fondato la prima Scuola botanica in Lombardia, la cui sede fu posta proprio all'interno del Parco di Monza e per essere stato il primo ibridatore di rose in Italia, famosa fu la rosa che porta ancora il suo nome "Bella di Monza" (Modoetiensis Villoresi), ma creò più di una ventina di nuove rose della varietà Bengal e China.

## Discendenza
Luigi Villoresi sposò Teresa Baffa, che gli diede una figlia femmina e sette figli maschi, dei quali due diventarono ingegneri e cinque sacerdoti. Eugenio Villoresi, il secondogenito è il più conosciuto, costruì il Canale Villoresi. Il sestogenito Andrea (barnabita, che prende nome Luigi in onore del padre) fondò nel 1862 l'Istituto dei Chierici Poveri di Monza, dove furono formati oltre 700 sacerdoti secondo gli insegnamenti del suo Maestro Padre Rosmini.
Ci furono altri quattro maschi che diventarono sacerdoti, Don Antonio a Desio, Don Federigo a Gallarate, Don Gaetano (Ranieri) a Socconago (Busto Arsizio) e don Giosuè a Fabbrica Durini, e un ultimo maschio, Filippo, che diventò ingegnere e si dedicò come il padre alla progettazione di parchi e giardini. La figlia Amalia fu dama di compagnia della viceregina Amalia di Baviera e sposò Giuseppe Meraviglia di Vanzago. Il figlio Luigi Meraviglia collaborò con lo zio Eugenio nella progettazione del Canale Villoresi.
Nella famiglia Villoresi vi furono molti Luigi: oltre al padre e al figlio barnabita, ci fu anche un nipote. Il nipote Luigi, figlio di Eugenio Villoresi, con il fratello Giuseppe, entrambi ingegneri, lavorarono come direttore lavori per la costruzione del canale progettato dal padre. Progettarono anche la Funicolare Como-Brunate, la Funicolare di San Pellegrino e la grandiosa opera idraulica nota come "Botte Villoresi", sottostante il fiume Secchia per la bonifica dell'agro-mantovano (oltre 30.000 ettari di terreno). Il 19 novembre 1905 fu nominato cavaliere del lavoro. Gigi Villoresi, bisnipote del botanico, fu uno dei più famosi piloti automobilistici italiani. Corse per le scuderie Maserati, Ferrari e Lancia dal 1935 sino al 1958, anno in cui raggiunse il primo posto nel prestigioso Rally dell'Acropoli in Grecia. Tra i discendenti anche Renato Villoresi (1917-1944), Capitano dell'Arma di artiglieria del Regio Esercito, militare e partigiano, martire delle Fosse Ardeatine, medaglia d'oro al valor militare.